# 安妮·佩罗
安妮·佩罗（法語：Annie Perreault，1971年7月28日—），加拿大女子短道速滑运动员。她曾代表加拿大参加1992年和1998年冬季奥林匹克运动会短道速滑比赛，获得二枚金牌和一枚铜牌。